# Nacionalni ured za Karipsku Nizozemsku
Nacionalni ured za Karipsku Nizozemsku (nizozemski: Rijksdienst Caribisch Nederland, eng.: Rijksdienst Dutch Caribbean , National Office for the Caribbean Netherlands; papiamento Servisio di Reino Karibe Hulandes ) je vladin ured Kraljevine Nizozemske za Karipsku Nizozemsku. Moć koju po pravilu imaju provincijska vijeća unutar općina u Nizozemskoj podijeljena su između otočkih vlada i središnje vlade putem ovog ureda.
Odgovoran je za oporezivanje, politike, useljavanje, prometnu infrastrukturu, zdravstvo, prosvjetu i socijalno osiguranje na ovim otočnim teritorijima te pruža te usluge u ime Vlade Nizozemske. Uspostavljen je kao Regijski servisni centar 2008. i postao je Nacionalni ured za Karipsku Nizozemsku 1. rujna 2010. godine. Trenutni ravnatelj je Jan Helmond. Zastupnik javnih tijela Bonairea, Svetog Eustahija i Sabe zastupa Vladu Nizozemske na otocima i također vrši zadaće slične kraljevu komesaru (Commissaris van de Koning). Trenutna zastupnica je Gilbert Isabella.

## Vanjske poveznice
- Službene stranice (nl, en, pap)